# Francis Lathrop

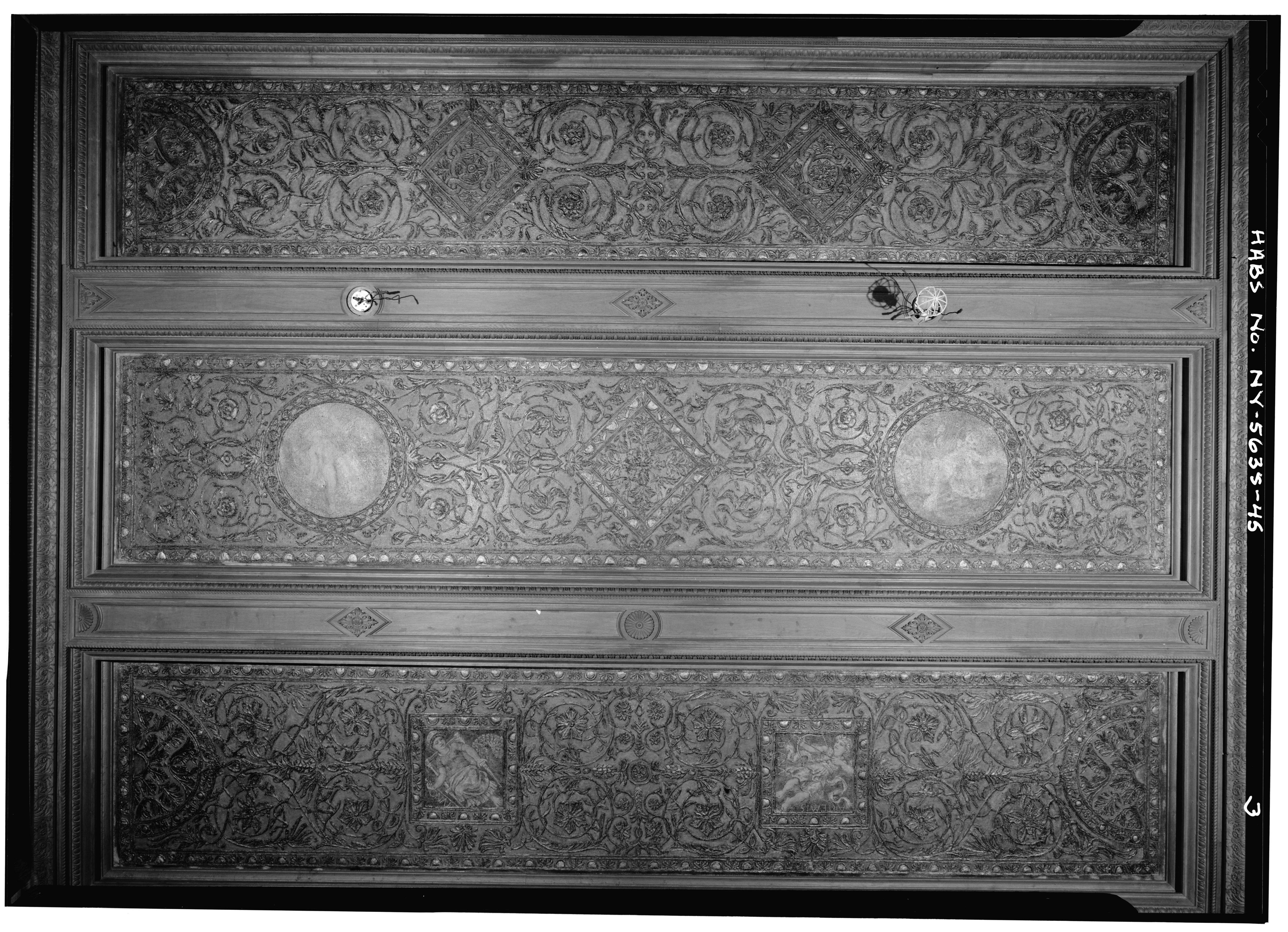
Esszimmerdecke

Francis Augustus Lathrop (* 22. Juni 1849 bei Hawaii; † 18. Oktober 1909 in Woodcliff Lake) war ein amerikanischer Künstler.

## Leben
Er wurde auf See geboren als Urenkel von Samuel Holden Parsons und Sohn von George Alfred Lathrop (1819–1877), der einige Zeit der US-Konsul in Honolulu war. Er war ein Student von Thomas Charles Farrer in New York und studierte an der königlichen Akademie von Dresden. Nach vier Monaten ging er auf Empfehlung von James Whistler nach London um bei diesem zu studieren. Bei seiner Ankunft wurde er jedoch nach New York zurückgerufen, um seiner Familie bei finanziellen Problemen zu helfen. Er gab ein Jahr lang Zeichenunterricht und kehrte, als sich die Situation verbessert hatte, nach London und zu Whistler zurück. Er fühlte sich von diesem jedoch vernachlässigt und zog weiter. Von 1870 bis 1873 studierte er bei Ford Madox Brown und Edward Coley Burne-Jones in England und arbeitete in der Schule von William Morris, wo er sich Bleiglasfenstern zuwandte.
1873 musste er erneut wegen der finanziellen Situation seiner Familie nach New York zurückkehren. Er unterrichtete Malerei am Cooper Institute, wurde als Illustrator bekannt, malte Porträts, gestaltete Glas und schließlich begrenzte er sich auf dekorative Arbeit. Er gestaltete die Kanzel der Trinity Church in Boston und dekorierte das Innere der Kapelle des Bowdoin College in Brunswick in Maine und verschiedener Kirchen in New York. Das Marquand memorial window in der früheren Marquand chapel in Princeton in New Jersey (1920 zerstört) war ein Beispiel seiner Glasarbeit. Seine letzte Arbeit war eine Serie von Medaillons für das Gebäude der Hispanic-American Society in New York. Er war eines der Charter-Mitglieder der Society of American Artists und wurde ein Associate der National Academy of Design in New York. 1898 wurde er in das National Institute of Arts and Letters gewählt. Er starb in seinem Heim in Woodcliff Lake in New Jersey.